# Midwifery Employee Representation and Advisory Services
Der Midwifery Employee Representation and Advisory Services (MERAS) ist eine Gewerkschaft für Hebammen in Neuseeland.

## Geschichte
Die Arbeitnehmervertretung Midwifery Employee Representation and Advisory Services wurde im Jahr 2002 als eigenständige, aber mit dem New Zealand College of Midwives verbundene Organisation gegründet und wurde am 23. August 2002 beim New Zealand Companies Office unter Registered Unions registriert.

## Gewerkschaft
Durch die Verbindung mit dem New Zealand College of Midwives sind die Mitglieder der Vereinigung gleichzeitig auch Mitglieder des College. 90 % der Hebammen, die bei der staatlichen Organisation Health New Zealand (Te Whatu Ora) angestellt oder bei den von Health New Zealand finanzierten privaten Entbindungsstationen beschäftigt sind, sind über die Gewerkschaft MERAS organisiert. MERAS handelt Tarifverträge aus und unterstützt alle seine Mitglieder in Fragen der Beschäftigung.